# Filipe Follador
Luiz Filipe Follador (Curitiba, 29 luglio 1988) è un giocatore di calcio a 5 brasiliano naturalizzato italiano.

## Carriera

### Club
Soprannominato "Lipe" è solitamente utilizzato in posizione di ultimo oppure di intermedio difensivo, nel caso di un quintetto più difensivo. Inizia a giocare in Italia dalla stagione 2004/05 con la maglia del Terni. Nel 2009 passa all'Acqua&Sapone Marina CSA con la cui maglia conquista la promozione in serie A, per poi ritornare l'anno successivo a Terni. Nel dicembre del 2010 viene ceduto in prestito alla Marca, dove conquista uno scudetto. Nella stagione seguente gioca in serie A2 con la Canottieri Lazio dove vince il campionato. Nella stagione 2012-2013 è ritornato alla Marca con cui ha vinto un secondo scudetto, prima di trasferirsi alla Luparense nel dicembre 2013; con la formazione padovana vince il terzo scudetto personale. La stagione seguente si trasferisce all'Asti, fortemente voluto dal suo ex allenatore Tiago Polido.

### Nazionale
In possesso della doppia cittadinanza, Follador è stato convocato per la prima volta nella nazionale italiana in occasione del torneo quadrangolare di Buzău. Il debutto è giunto il 22 gennaio 2008 nel corso della partita inaugurale che ha contrapposto gli azzurri alla Turchia.

## Palmarès

### Competizioni giovanili
- Campionato Juniores: 3

CLT Terni: 2005, 2006 e 2007
- Coppa Italia Under-21: 3

CLT Terni: 2006, 2007 e 2008

### Competizioni nazionali
- Campionato italiano: 4
Marca: 2010-11, 2012-13
Luparense: 2013-14
Asti: 2015-16
- Coppa Italia: 1
Asti: 2014-15
- Winter Cup: 1
Asti: 2014-15
- Campionato di Serie A2 Élite: 1
Petrarca: 2023-24 (girone A)
- Coppa Italia di Serie A2 Élite: 1
Petrarca: 2023-2024
- Campionato di serie A2: 2
A&S: 2009-10 (girone B)
Maritime: 2017-18 (girone B)
- Coppa Italia di Serie A2: 2
Maritime: 2017-18
Fortitudo Pomezia: 2021-22
- Campionato di Serie B: 1
Maritime: 2016-17 (girone G)
- Coppa Italia di Serie B: 1
Maritime: 2016-17